# Hospital General Universitario Reina Sofía
El Hospital General Universitario Reina Sofía de Murcia es el cuarto hospital más importante de la Región de Murcia, después del Hospital Virgen de la Arrixaca, el Hospital General Universitario Santa Lucía y el Hospital General Universitario Morales Meseguer. Está gestionado por el Servicio Murciano de Salud, organismo perteneciente a la Consejería de Salud de la Comunidad Autónoma de la Región de Murcia. Se encuentra situado en la Avda. Intendente Jorge Palacios, en el borde del Río Segura. La abreviatura del hospital puede ser HGU o HGURS.

## Historia del hospital
Su origen se remonta a la concesión que hiciera Alfonso X el Sabio a los frailes Templarios, hacia 1278, en la Torre de Caramajul del Alcázar Mayor con derecho a iglesia y hospital, tomando el nombre de Hospital de Nuestra Señora de Gracia. Después se le unirían dos hospitalillos de la ciudad: el de las Puerta de Castilla (1527) y el de San Julián (1560), para darle más funcionalidad.
El 7 de octubre de 1837, tras la expulsión de los frailes hospitalarios de San Juan de Dios (que regentaban el hospital desde comienzos del siglo XVII), se le aplican las Leyes de Beneficencia, ya aprobadas en las Cortes de Cádiz de 1812, y el centro pasa a depender del ayuntamiento, que siempre había sido copatrono del centro junto la diócesis. El ayuntamiento tiene entonces que crear la Junta Auxiliar de Beneficencia para regentarlo, ya que de ella salían el director, Administrador y Secretario-Contador. Con el advenimiento de las Diputaciones (1846-1849) y la Ley de Sanidad de 1852, este hospital pasa a depender de ellas con la denominación de Hospital Provincial de San Juan de Dios.
Como consecuencia de su buena labor, el hospital de Murcia, durante primera mitad del siglo XX, fue marcando hitos científicos puntualmente, como la realización de las primeras colangiografías intraoperatorias, transfusiones sanguíneas, radiografías cervicales con contraste, intervención sobre sarcomas óseos y desarticulaciones de cadera, prótesis articulares, fijaciones anteriores de columna lumbar, operaciones de bocio, pulmonares, cardíacas, de cirugía plástica y maxilofacial, etc.
Tras el cierre de algunas salas del centro, ante los desprendimientos de cascotes producidos en Maternidad e Higiene, se decidió el cierre total y el solar del viejo hospital pasó a ser el terreno en el que se construiría el edificio de la Diputación Provincial y Gobierno Civil.
El nuevo hospital que se edificaría no debió ser una obra ilusionante para su arquitecto, el murciano Pedro Cerdán Fuentes, como lo demuestra el hecho de que se ausentase frecuentemente, fuera de España, durante la realización de la obra. La parca economía con la que se contaba para su edificación, la dilación de las obras que se produjo en el tiempo (casi 16 años), la baja calidad de los materiales utilizados y, quizá, el que no se aceptó de entrada el proyecto que él presentó, pudieron ser las causas de esas ausencias, cubiertas por quien sí estuvo a pie de obra y artífice de que el Hospital siguiera en pie hasta 1999, el aparejador Juan Pedro Conde Cervantes.
En 1966 el Hospital Provincial de San Juan de Dios da el primer aviso de que su condición física no es la idónea, aunque se hizo poco eco del informe elaborado por el Arquitecto Provincial a petición del gerente Dr. Antonio Guillamón Alcántara. En 1984 tras alcanzar la condición de docente, se hace una remodelación arquitectónica y se pierde la oportunidad de haber realizado nuevas obras y levantar un nuevo hospital. Algo que necesitaba Murcia y recomendaban los arquitectos.
En 1985 con su reapertura tras las obras realizadas, es denominado Hospital General Universitario. En 1999 ante la situación precaria que sufre el edificio, a pesar de las anteriormente citadas remodelaciones, se produce su derribo total y se planifica un nuevo complejo hospitalario para la Murcia del siglo XXI que afiance y eleve la calidad en su asistencia sanitaria.
En enero de 2005 es inaugurado por su Majestad la Reina Doña Sofía el Hospital General Universitario que lleva su nombre.

## Área de influencia
El HGURS se encuentra en el área de salud de referencia VII de la Región (Murcia/Este) por lo que presta servicio a los municipios de Beniel y Santomera; a los barrios del Carmen, Infante y Vistabella y a las pedanías de Llano de Brujas, Puente Tocinos, Beniaján, Alquerías y Monteagudo; siendo la población atendida de unas 202.000 personas.

## Datos básicos

### Recursos Humanos
| Personal                          | Cantidad |
| --------------------------------- | -------- |
| Personal directivo                | 13       |
| Personal facultativo              | 442      |
| Personal sanitario no facultativo | 925      |
| Personal no sanitario             | 408      |
| Total                             | 1778     |

### Recursos estructurales
| Recurso                               | Cantidad |
| ------------------------------------- | -------- |
| Quirófanos                            | 12       |
| Locales de consulta                   | 75       |
| Puestos de hospital de día médico     | 10       |
| Puestos de hospital de día quirúrgico | 21       |
| Puestos sala hemodiálisis             | 31       |

### Número de camas
| Camas                                  | Cantidad |
| -------------------------------------- | -------- |
| Alergología                            | 1        |
| Cardiología                            | 22       |
| Cirugía                                | 46       |
| Dermatología                           | 1        |
| Digestivo                              | 8        |
| Endocrinología                         | 2        |
| Ginecología                            | 11       |
| Infecciosos                            | 12       |
| Maxilofacial                           | 1        |
| Medicina interna                       | 70       |
| Nefrología                             | 10       |
| Neumología                             | 14       |
| Neurología                             | 19       |
| Psiquiatría                            | 30       |
| Oftalmología                           | 2        |
| Otorrinolaringología                   | 6        |
| Reumatológia                           | 2        |
| Traumatología                          | 26       |
| Unidad de corta estancia               | 16       |
| Unidad de cuidados intensivos          | 12       |
| Unidad de desintoxicación hospitalaria | 4        |
| Urología                               | 15       |
| Total                                  | 330      |

### Equipamiento tecnológico
| Aparato                               | Cantidad |
| ------------------------------------- | -------- |
| Ecógrafos (radiodiagnóstico)          | 3        |
| Ecógrafos (cardiología)               | 2        |
| Ecógrafos (ginecología)               | 2        |
| Telemando digital                     | 1        |
| Mamógrafo digital                     | 1        |
| Ortopantomógrafo                      | 1        |
| Radiografía vascular intervencionista | 1        |
| Rx portátil                           | 2        |
| RM 1,5 Teslas                         | 1        |
| Salas de Rx digital directas          | 3        |
| TC multicorte 16                      | 1        |
| TC multicorte 6                       | 1        |
| Punción esteroataxia de mama          | 1        |
| RIS                                   | 1        |
| Estaciones diagnósticas               | 14       |
| Estaciones de trabajo para TC         | 2        |
| Estaciones de trabajo para RM         | 1        |
| Estaciones de trabajo para telemando  | 1        |

## Edificios
El hospital cuenta con 5 edificios comunicados todos entre sí.
- Edificio 1

Planta -1: Centro de datos, Farmacia, Salón de actos.
Planta 0: Atención al Usuario, Centralita telefónica, Consultas Externas-Admisión, Docencia e Investigación, Extracciones, Recepción-Información, Seguridad.
Planta 1: Biblioteca, Cafeterías, Oficina de seguimiento del contrato de gestión, Oratorio, Zona comercial.
Planta 2: Comisiones Clínicas, Contabilidad, Control de Gestión, Dirección de Enfermería, Dirección de Gestión, Dirección Médica, Gerencia, Gestión del Riesgo Sanitario, Informática, Inventario, Medicina Judicial y Ética Médica, Personal, Riesgos Laborales, Servicios Generales, Suministros, Unidad Técnica de Comunicación.
Planta 3: Residencia Personal Sanitario, Consultas Externas (Neurofisiología, Psiquiatría-Psicología, UTA).
Plantas 4, 5, 6 y 7: Unidad de Hospitalización Médico-Quirúrgica.
- Edificio 2

Planta -1: Documentación Clínica, Lavandería.
Planta 0: Diagnóstico por imagen (Rx), Hospital de Día Médico, Rehabilitación.
Planta 1: Consultas Externas (Cardiología, Digestivo, Endocrinología y Nutrición, Nefrología, Neumología, Oftalmología, Otorrinolaringología), Exploraciones funcionales (Cardiología, Digestivo, Neumología).
Planta 2: Consultas Externas (Cirugía, Endocrino, Ginecología, Medicina Interna, Traumatología), Hospital de Día Quirúrgico (CMA), Unidad de Cuidados Intensivos (UCI).
Planta 3: Consultas Externas (Alergia, Dermatología, Litotricia, Maxilofacial, Neurología, Urología).
- Edificio 3

Planta -1: Almacén, Cocina, Limpieza, Suministros.
Planta 0: Urgencias.
Planta 1: Diálisis, Esterilización, Laboratorios de Bioquímica y Hematología, Laboratorio de Microbiología.
Planta 2: Quirófanos.
- Edificio 4

Planta -1: Velatorios.
Plantas 0 y 1: Mantenimiento.
- Edificio 5

Plantas 0 y 1: CAD
Planta 2: Servicios informáticos.

## Accesos

### En coche
El hospital es rodeado por la avenida de Intendente Jorge Palacios, la Ronda de Garay, las calles de Luis Fontes Pagán y Periodista Enrique Llanas.

### En autobús
Numerosas líneas urbanas de Transporte de Murcia y Pedanías prestan servicio al complejo. Además, presta servicio la siguiente línea de Movibus:
| Línea | Recorrido                                      | Recorrido                                      | Recorrido                                      |
| ----- | ---------------------------------------------- | ---------------------------------------------- | ---------------------------------------------- |
| 21B   | La Basca - Beniel - Orilla del Azarbe - Murcia | La Basca - Beniel - Orilla del Azarbe - Murcia | La Basca - Beniel - Orilla del Azarbe - Murcia |